# Galvarinus attenuatus
Galvarinus attenuatus — вид змій родини полозових (Colubridae). Мешкає в Перу і Болівії.

## Поширення і екологія
Galvarinus attenuatus відомі за кількома зразками, зібраними в Андах на півдні Перу і в Болівії (Кочабамба). Вони живуть у вологих гірських і хмарних тропічних лісах та на високогірних луках пуна, серед скель і трави. Зустрічаються на висоті від 2500 до 3600 м над рівнем моря.